# Jungheinrich
Jungheinrich är ett tyskt företag som tillverkar truckar och annan lagerutrustning. Bolaget grundades i Hamburg 1953 där koncernens huvudkontor fortfarande ligger och producerade en eldriven truck som första produkt.
Efter att de första åren bara sålt till tyska kunder inleddes en internationell expansion. Idag säljs företagets produkter via dotterbolag eller återförsäljare i över 100 länder. Mycket av produktionen sker fortfarande i Tyskland. Den ursprungliga anläggningen i Hamburg har dock ersatts av en huvudfabrik i Norderstedt. 
Jungheinrich har ett dotterbolag i Sverige sedan 1958 som först utgick från Stockholm men sedan många år har sitt huvudkontor strax norr om Malmö, i Burlöv kommun. 

## Galleri

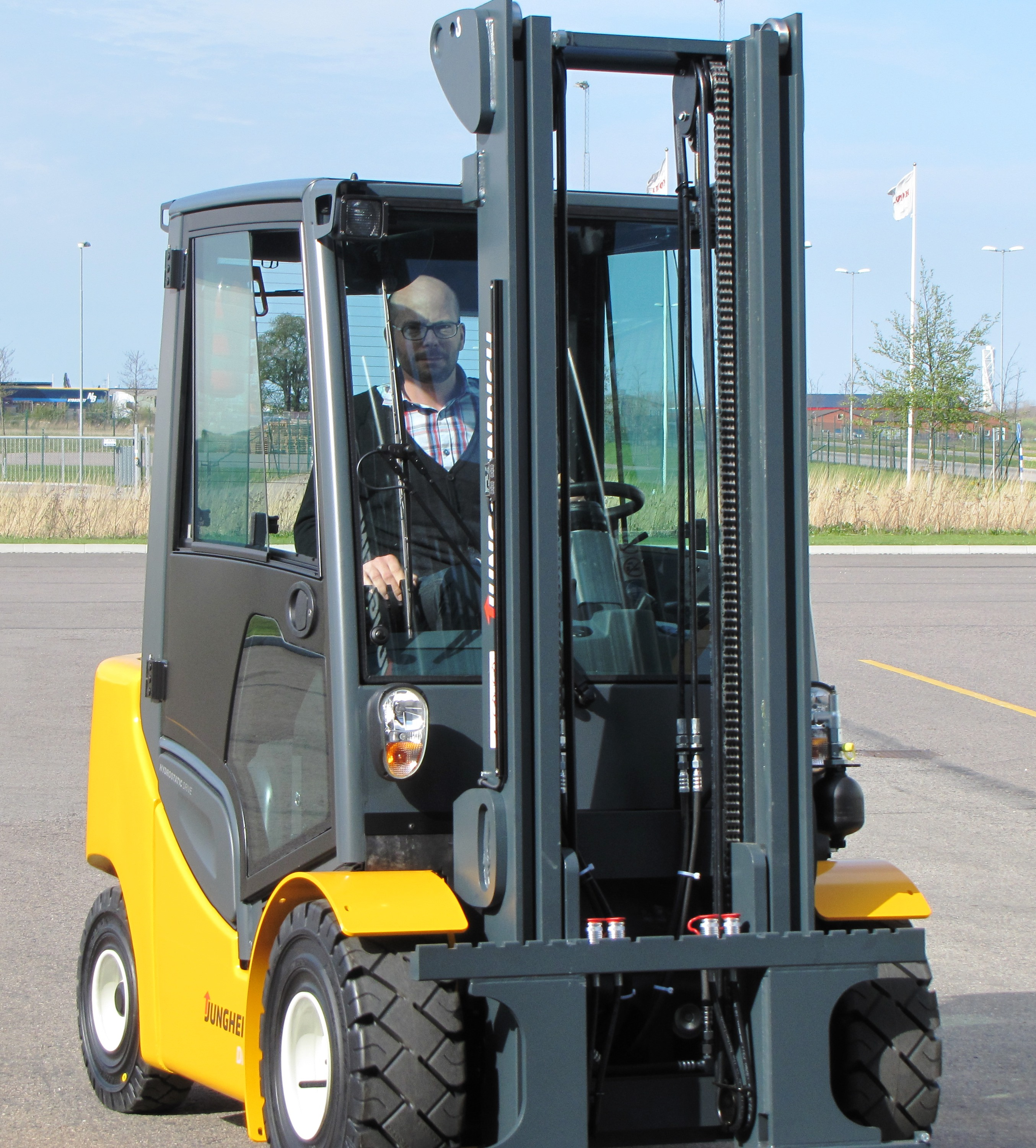
Hydrostatisk dieseltruck, tillverkad av Jungheinrich år 2014.
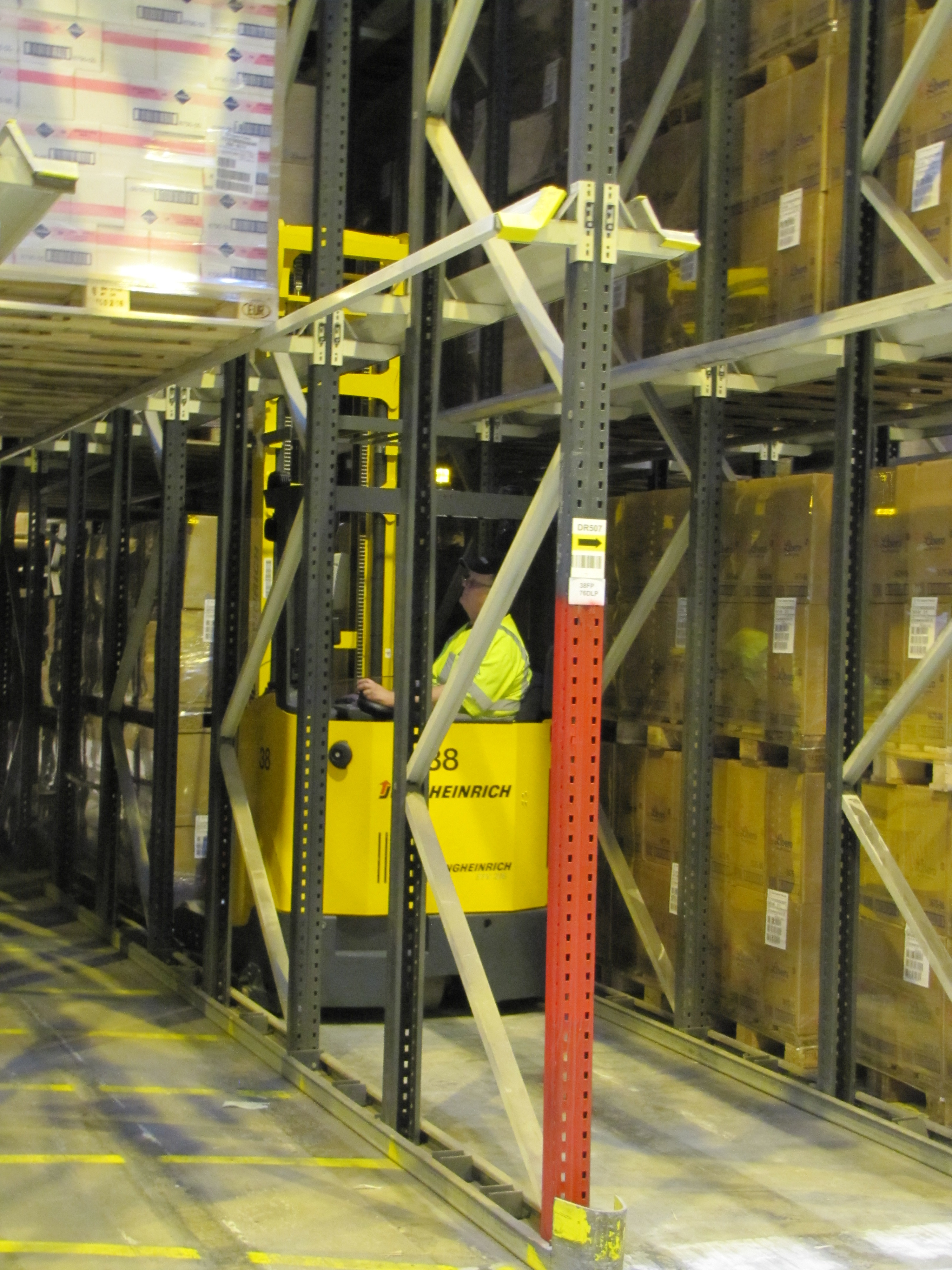
Skjutstativtruck tillverkad av Jungheinrich
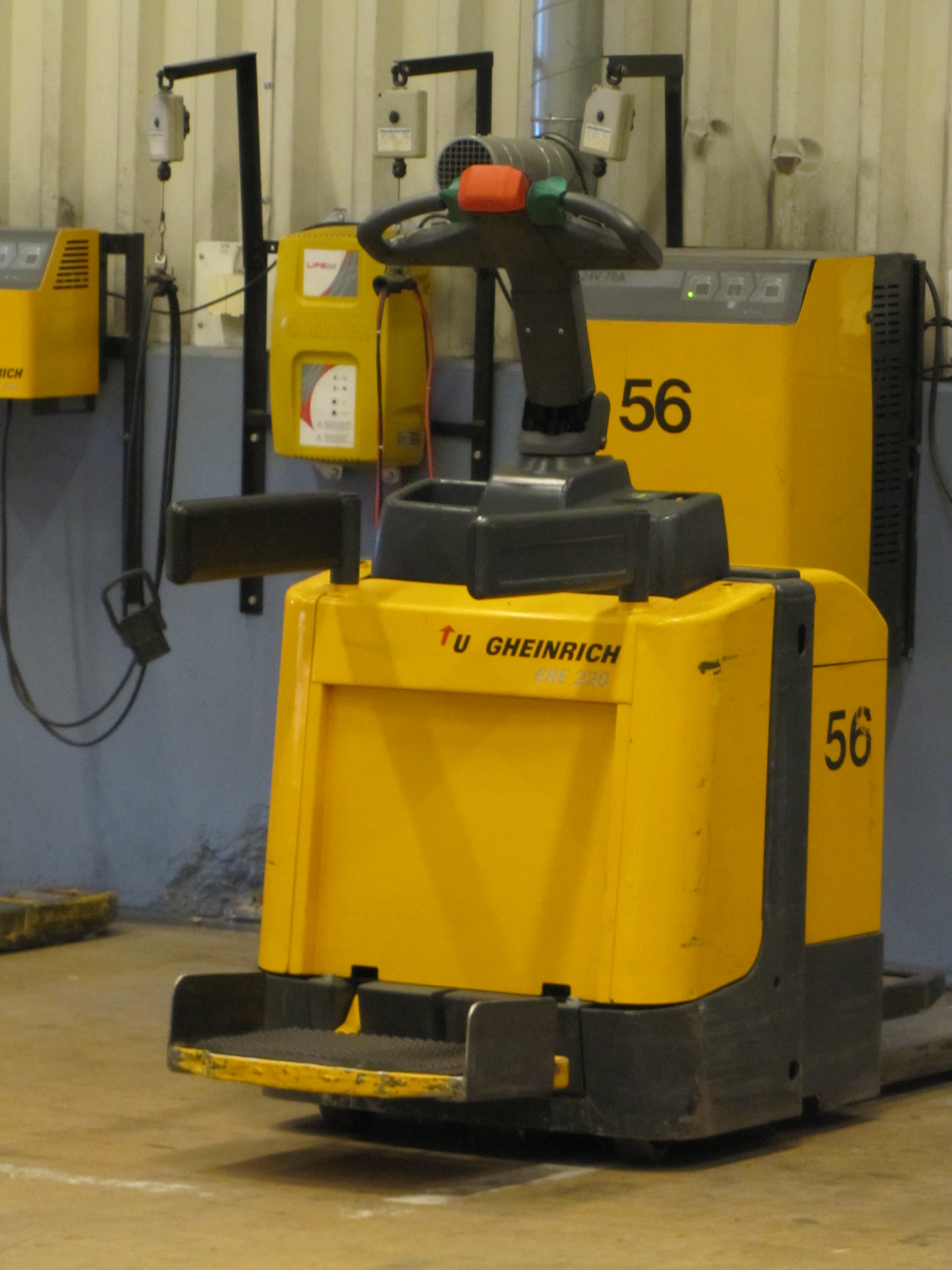
Låglyftare/ledtruck/åktruck tillverkad av Jungheinrich
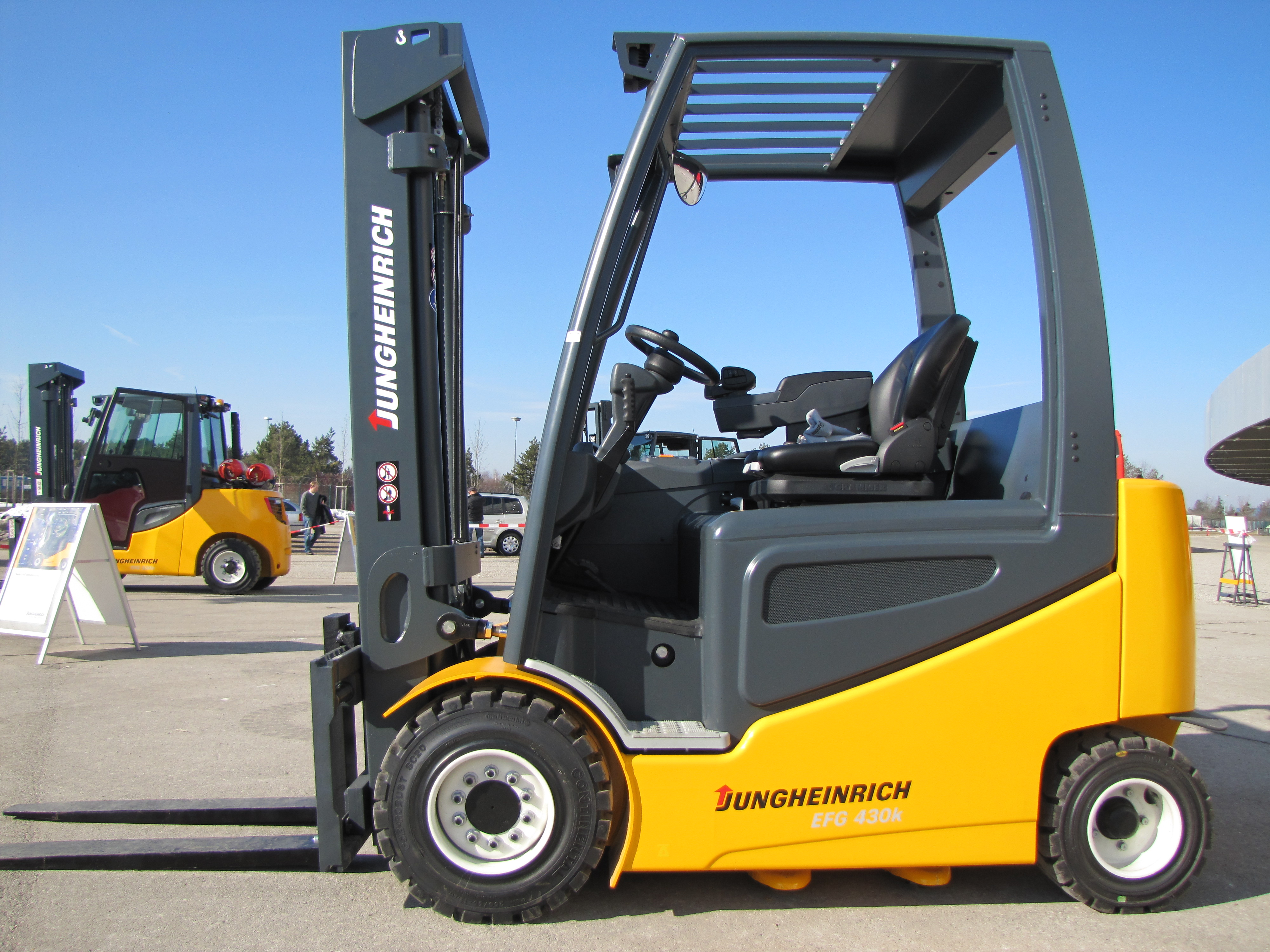
Motviktstruck/Eltruck tillverkad av Jungheinrich